# Заплахата (филм, 1980)
Заплахата е български телевизионен игрален филм (новела, сатира) от 1980 година по сценарий на Ивайло Дичев и Златина Русева. Режисьор Златина Русева, а оператори на филма са Димитър Лисичков и Румен Георгиев. Художник е Велян Деспотов. 

## Актьорски състав
| В главните роли | Изпълнител       |
| --------------- | ---------------- |
| виладжията      | Наум Шопов       |
| Натев           | Антон Горчев     |
| горският        | Веселин Цанев    |
| шофьорът        | Димитър Марин    |
| йогата          | Иван Дервишев    |
| момиченцето     | Елисавета Шопова |
|                 | Милко Никодимов  |